# Skolfastigheter i Stockholm AB

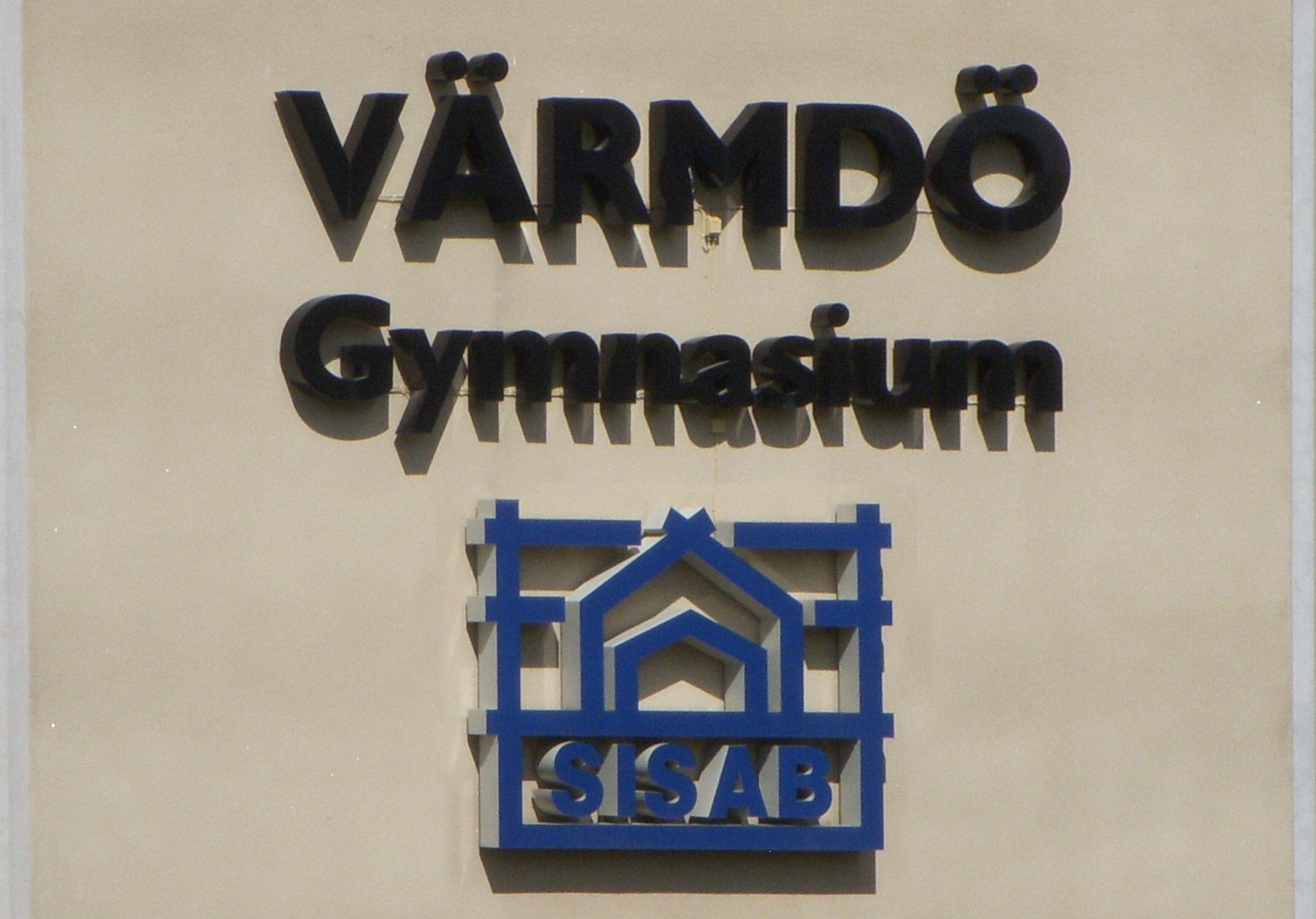
Värmdö Gymnasium förvaltas av "SISAB".

Skolfastigheter i Stockholm AB (SISAB), är ett kommunalt fastighetsbolag som äger och förvaltar merparten av Stockholms kommuns förskolor, grundskolor och gymnasieskolor. Bolaget ingår i koncernen Stockholms Stadshus AB. SISAB bildades 1991, innan dess svarade skolförvaltningen för såväl pedagogik som fastighetsunderhåll inom samma budget. År 2005 övertog SISAB även friliggande förskolefastigheter.
SISAB äger och förvaltar för närvarande (2017) 600 förskolor, grundskolor och gymnasier i Stockholm, från Kista i norr till Farsta i söder. Den totala ytan ligger vid 1,8 miljoner m² och i SISAB:s skolor vistas dagligen mer än hundratusen människor. 
SISAB bygger också nya skolor och förskolor på uppdrag av utbildningsförvaltningen och stadsdelsförvaltningar. Fram till 2040 så räknar Stockholms stad med att antalet elevplatser bör öka med 55 000, inklusive förskoleplatser. 2017 fanns det drygt 100 000 elevplatser i grundskolan. 